# Cruciada stelară
Cruciada stelară (1974) (titlu original Croisade stellaire) este un roman al scriitorului francez Pierre Barbet.  A fost tradus în limba română de Dora Sandolache și a fost publicat în 1993 la Editura Cristian. Cruciada stelară este al doilea roman al seriei Baphomet,  după Imperiul lui Baphomet (L'Empire du Baphomet, 1972). Seria Baphomet este o ucronie, o istorie paralelă cu a noastră, al cărei punct de divergență este în anul 1118.

## Intriga
După ce a cucerit și a format un imens Imperiu al Pământului, Guillaume de Beaujeu, Marele Maestru al Cavalerilor Templieri, descoperă că baphomeții au decis să înrobească oamenii. Datorită lui Djaffar și a dr. Joubert, el a înarmat o flotă de nave spațiale și a lansat un atac asupra domeniului stelar al dușmanilor lui. Emisarul lui secret, Marco Polo, îi aduce informații valoroase și, datorită forței psihice a tibetanilor, eliberează mai multe popoare înrobite de baphomeți. A mai rămas Baphom, planeta-cetate unde s-au refugiat tiranii. Dar Guillaume  este trădat de aliații lui Ospitalieri, neglijat de tibetani și întâmpină dificultăți în finalizarea cruciadei sale stelare.

## Personaje
- Guillaume de Beaujeu
- Djaffar
- dr. Joubert
- Marco Polo
- baphomeți

## Vezi și
- 1974 în literatură
- Univers paralel (ficțiune)